# Commutació de circuits

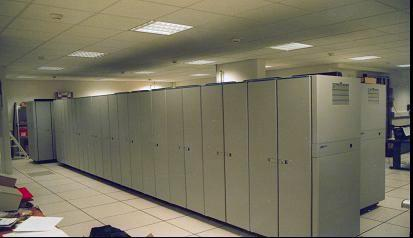
central telefònica utilitzada per una empresa operadora de telefonia a França (Nortel Digital Multiplex System)

La commutació de circuits és un mètode per implementar una xarxa de telecomunicacions en què dos nodes de xarxa estableixen un canal de comunicacions dedicat (circuit) a través de la xarxa abans que els nodes es puguin comunicar. El circuit garanteix l'ample de banda total del canal i roman connectat durant la sessió de comunicació. El circuit funciona com si els nodes estiguessin connectats físicament com amb un circuit elèctric. Es basa en la idea de crear un enllaç fix entre l'emissor i el receptor a través dels diferents nodes de la xarxa. Aquest enllaç un cop establert es manté en ús exclusiu per la comunicació en servei, i els recursos (nodes de la xarxa) no són alliberats fins que la comunicació finalitza.

## Xarxa telefònica
La commutació de circuits es va originar a les xarxes telefòniques analògiques on la xarxa creava un circuit dedicat entre dos telèfons durant la durada d'una trucada telefònica. Contrasta amb la commutació de missatges i la commutació de paquets utilitzades a les xarxes digitals modernes en què els troncs entre centres de commutació porten dades entre molts nodes diferents en forma de paquets de dades sense circuits dedicats.
Les comunicacions amb aquesta tècnica requereixen tres passos:
1. Inici de connexió. En aquesta etapa s'estableix el canal que comunicarà l'emissor amb el receptor.
2. Transmissió de la informació. Un cop creat el canal ja es pot transmetre la informació.
3. Finalització de la connexió. Quan s'ha acabat la comunicació s'ha de desfer el canal creat per alliberar els recursos.

Aquesta tècnica és la que s'utilitza en la telefonia fixa, per exemple, i és més eficient que la commutació de paquets quan s'ha de transmetre grans quantitats de dades durant períodes prolongats de temps.

### Descripció
L'exemple definitiu d'una xarxa de commutació de circuits és la primera xarxa telefònica analògica. Quan es fa una trucada d'un telèfon a un altre, els interruptors dins de les centrals telefòniques creen un circuit de cable continu entre els dos telèfons, mentre duri la trucada.
En la commutació de circuits, el retard de bits és constant durant una connexió (a diferència de la commutació de paquets, on les cues de paquets poden provocar retards de transferència de paquets variables i potencialment indefinidament llargs). Els usuaris competidors no poden degradar cap circuit perquè està protegit de l'ús per part d'altres trucades fins que el circuit s'alliberi i s'estableixi una nova connexió. Encara que no hi hagi cap comunicació real, el canal continua reservat i protegit dels usuaris competidors.
Tot i que la commutació de circuits s'utilitza habitualment per connectar circuits de veu, el concepte d'una ruta dedicada que persisteix entre dues parts o nodes que es comuniquen es pot estendre a un contingut de senyal diferent de la veu. L'avantatge d'utilitzar la commutació de circuits és que proporciona una transferència contínua sense la sobrecàrrega associada als paquets, fent un ús màxim de l'ample de banda disponible per a aquesta comunicació. Un desavantatge és que pot ser relativament ineficient perquè la capacitat no utilitzada garantida a una connexió no pot ser utilitzada per altres connexions de la mateixa xarxa. A més, no es poden establir trucades o s'abandonaran si es trenca el circuit.

### La trucada
Per a la configuració i el control de trucades (i altres finalitats administratives), és possible utilitzar un canal de senyalització dedicat separat des del node final a la xarxa. La RDSI és un d'aquests serveis que utilitza un canal de senyalització independent mentre que el servei telefònic antic (POTS) no ho fa.
El mètode per establir la connexió i supervisar-ne el progrés i la terminació a través de la xarxa també pot utilitzar un canal de control independent com en el cas dels enllaços entre centrals telefòniques que utilitzen el protocol de senyalització de commutació de paquets CCS7 per comunicar la informació de configuració i control de trucades i utilitzen TDM. per transportar les dades reals del circuit.
Les primeres centrals telefòniques eren un exemple adequat de commutació de circuits. L'abonat demanaria a l'operador que es connectés a un altre abonat, ja sigui a la mateixa central o mitjançant un enllaç intercanvi i un altre operador. El resultat va ser una connexió elèctrica física entre els telèfons dels dos abonats durant la durada de la trucada. El cable de coure utilitzat per a la connexió no es podia utilitzar per fer altres trucades al mateix temps, fins i tot si els abonats de fet no parlaven i la línia estava en silenci.

## Avantatges
- L'amplada de banda és definit i es manté constant durant la comunicació.
- Si el circuit és fix, no es perd temps en l'encaminament de la informació.
- La transmissió es realitza en temps real, essent útil per la comunicació de veu i vídeo.

## Desavantatges
- Quan s'utilitza l'enllaç es desaprofiten recursos (amplada de banda).
- Si la commutació és intermitent o amb una gran quantitat d'estacions, és ineficient.
- Es produeix un retard al principi de la comunicació.
- El camí físic és sempre el mateix, per tant, no s'utilitzen els camins alternatius que poden ser més eficients.

## Alternatives

Una animació que mostra l'intercanvi de paquets tipus datagrama a través d'una xarxa

En la commutació de circuits, una ruta i el seu ample de banda associat es reserva de la font a la destinació, fent que la commutació de circuits sigui relativament ineficient, ja que la capacitat es reserva tant si la connexió està en ús continu com si no. La commutació de circuits contrasta amb la commutació de missatges i la commutació de paquets. Ambdós mètodes poden fer un millor ús de l'ample de banda de xarxa disponible entre diverses sessions de comunicació en condicions típiques a les xarxes de comunicació de dades.
El canvi de missatge encamina els missatges en la seva totalitat, un salt a la vegada, és a dir, emmagatzema i reenvia tot el missatge. La commutació de paquets divideix les dades que s'han de transmetre en paquets transmesos a través de la xarxa de manera independent. En lloc de dedicar-se a una sessió de comunicació a la vegada, els enllaços de xarxa es comparteixen per paquets de múltiples sessions de comunicació competidores, el que resulta en la pèrdua de les garanties de qualitat del servei que ofereix la commutació de circuits.
La commutació de paquets es pot basar en una comunicació orientada a connexió o una comunicació sense connexió. És a dir, basat en circuits virtuals o datagrames.
Els circuits virtuals utilitzen tecnologia de commutació de paquets que emula la commutació de circuits, en el sentit que la connexió s'estableix abans que es transfereixin els paquets i els paquets s'entreguen en ordre.
La commutació de paquets sense connexió divideix les dades que s'han de transmetre en paquets, anomenats datagrames, transmesos a través de la xarxa de manera independent. Cada datagrama s'etiqueta amb la seva destinació i un número de seqüència per ordenar paquets relacionats, evitant la necessitat d'una ruta dedicada per ajudar el paquet a trobar el seu camí cap a la seva destinació. Cada datagrama s'envia de manera independent i cadascun es pot encaminar per un camí diferent. A la destinació, el missatge original es reordena en funció del número de paquet per reproduir el missatge original. Com a resultat, les xarxes de commutació de paquets de datagrames no requereixen que s'estableixi un circuit i permeten que molts parells de nodes es comuniquin simultàniament a través del mateix canal.
La multiplexació de múltiples connexions de telecomunicacions sobre el mateix conductor físic ha estat possible durant molt de temps, però cada canal de l'enllaç multiplexat estava dedicat a una trucada alhora, o estava inactiu entre trucades.

## Exemples de xarxes de commutació de circuits
- Xarxa telefònica pública commutada (PSTN)
- Canal B de la RDSI
- Servei de dades de commutació de circuits (CSD) i dades de commutació de circuits d'alta velocitat (HSCSD) en sistemes cel·lulars com ara GSM
- Kit de dades
- X.21 (utilitzat a la xarxa de dades de commutació de circuits DATEX-L alemanya i DATEX escandinava)